# Trentepohlia (Mongoma) hepatica
Trentepohlia (Mongoma) hepatica is een tweevleugelige uit de familie steltmuggen (Limoniidae). De soort komt voor in het Afrotropisch gebied.